# Basílica paleocristiana de la isla del Rey
La basílica de la isla del Rey es un yacimiento arqueológico correspondiente a un edificio paleocristiano destinado al culto, descubierto en 1888, en la isla del mismo nombre del Puerto de Mahón (Menorca), cuando casualmente apareció un mosaico que presentaba semejanzas con el de la Sinagoga de Hamman-Lif en el Norte de África. Su excavación sistemática no comenzó, sin embargo, hasta 1964, la cual permitió identificar un edificio basilical de 18,5 metros por 11,5 de tres naves separadas por columnas, con mosaicos de tradición siriaco-africana, piscina bautismal circular, restos del ara y de la columna que le daba soporte. Asimismo se localizaron estancias anexas, lo que ha hecho suponer que podía tratarse de un monasterio. Presenta similitudes constructivas con la Basílica des Fornàs de Torelló y se supone que su construcción debió ser realizada tras la conquista bizantina, en el primer tercio del siglo VI.